# Víctor Sojo
Víctor Manuel Sojo Jiménez (Puente Genil, provincia de Córdoba, 24 de noviembre de 1983) es un jugador de hockey sobre hierba español, medalla de plata en los Juegos Olímpicos de Pekín 2008. Con la selección absoluta de Hockey Hierba ha disputado 164 partidos internacionales. Actualmente es Director Técnico del Club de Hockey Spv Complutense Sanse.

## Participaciones en Juegos Olímpicos
- Atenas 2004, puesto 4.
- Pekín 2008, plata olímpica.